# 芒刺假瘤蕨
芒刺假瘤蕨（学名：Phymatopteris cartilagineoserrata），为水龙骨科假瘤蕨属下的一个植物种。